# Glosa (insectos)

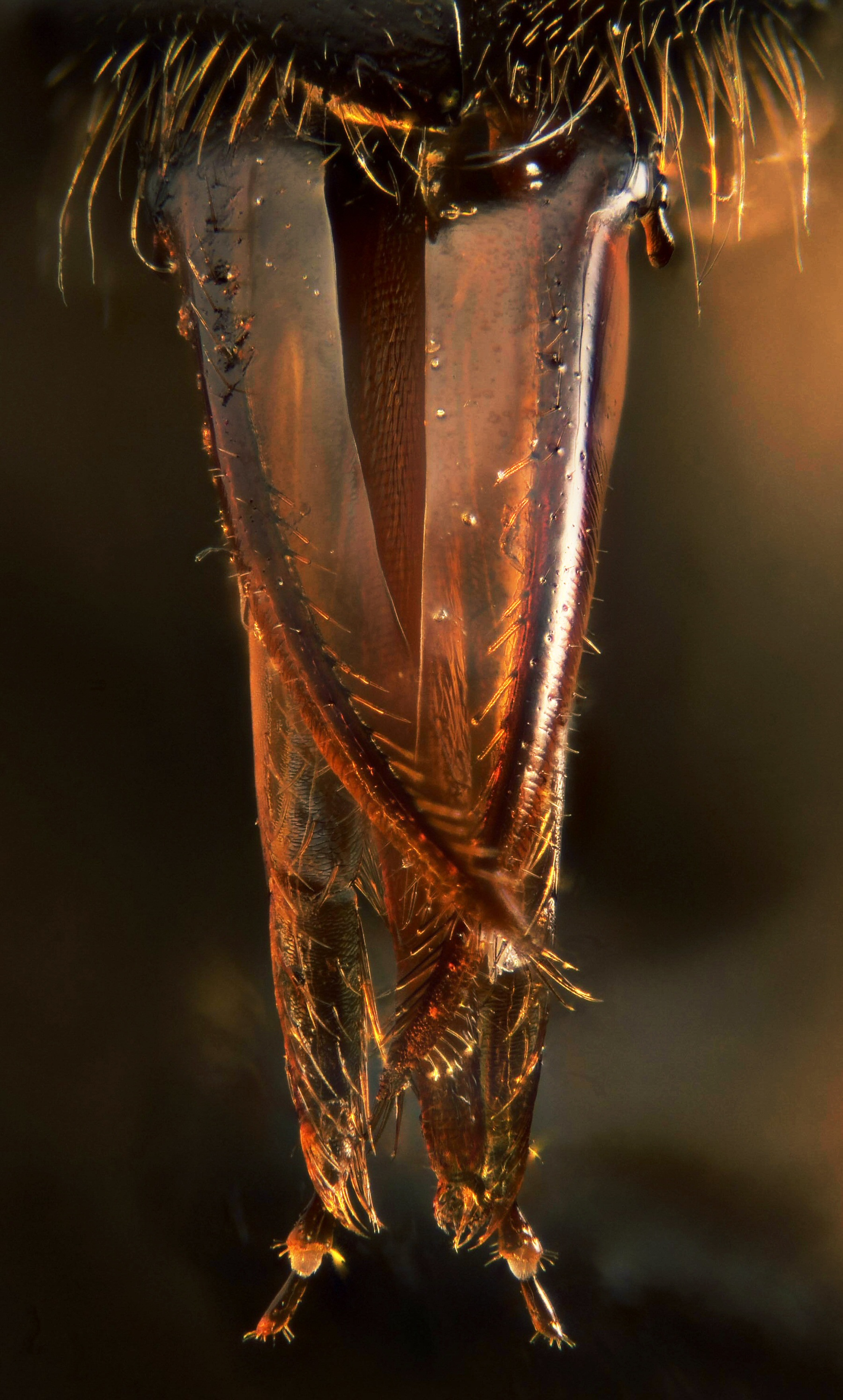
Lengua de una abeja, donde se observan el labio y maxilas (complejo maxilo-labial).

En las abejas, las piezas bucales están adaptadas para lamer y succionar el néctar

## Características

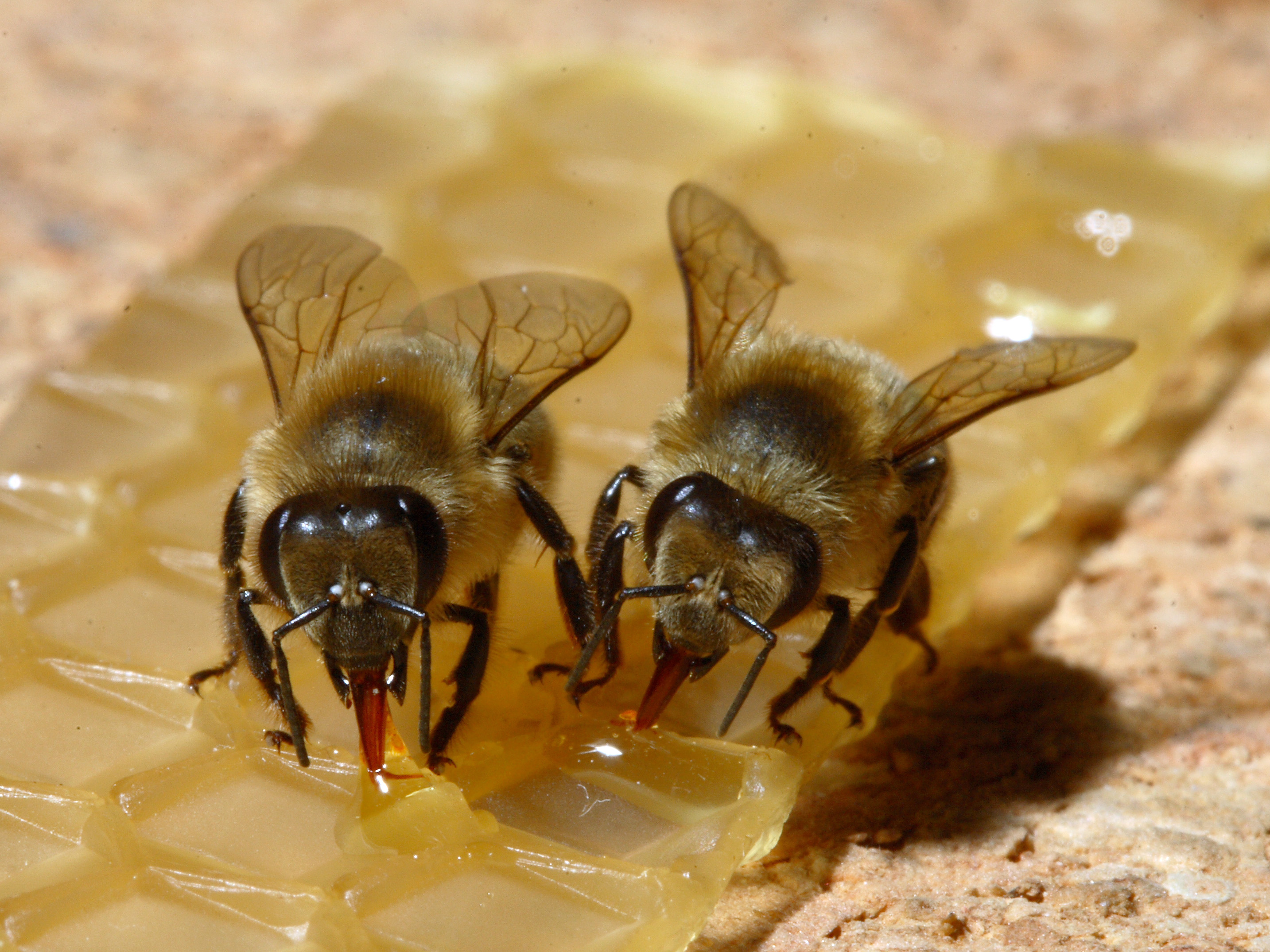
Abejas libando miel.

Consiste de una probóscide o tubo alargado (a veces llamada lengua o glosa) con dos pares de maxilas y el labio cada uno con un par de palpos, y dos mandibulares (que se abre a cada lado) y encima un labro. Sin embargo es un tubo muy diferente al de los lepidópteros.
La boca es adaptada a la función de lamer y chupar (succionar). 
Cuando la abeja se encuentra en reposo, todo este complejo bucal se halla replegado debajo de la cabeza y tórax.
Las abejas, consideradas más primitivas tienen una “lengua” corta y sólo pueden libar néctar de flores con corola abierta. Las abejas más especializadas, de la familia Apidae, tienen una “lengua” larga que llega a partes de flores más profundas.
Los euglosinos (Euglossini), tienen una glosa muy larga, en algunos casos dos veces más larga que el cuerpo, de allí proviene el nombre Euglossa (verdadera lengua).
La familia Colletidae difiere de todas las demás en que su glosa (lengua) es ancha y roma o bilobulada. En esto se asemejan a las avispas, y han sido consideradas las más primitivas entre las abejas.